# Campionati africani di atletica leggera 2018 - Lancio del giavellotto femminile
Il concorso del lancio del giavellotto femminile ai Campionati africani di atletica leggera di Asaba 2018 si è svolto il 4 agosto allo Stadio Stephen Keshi.

## Risultati
| Class   | Atleta              | Nazione   | #1    | #2    | #3    | #4    | #5    | #6    | Risultati | Note |
| ------- | ------------------- | --------- | ----- | ----- | ----- | ----- | ----- | ----- | --------- | ---- |
| Oro     | Kelechi Nwanaga     | Nigeria   | 49.22 | x     | 51.81 | 53.67 | 56.96 | 51.55 | 56.96     |      |
| Argento | Jo-Ane van Dyk      | Sudafrica | 52.21 | 50.81 | 53.72 | 51.96 | 53.11 | 53.29 | 53.72     |      |
| Bronzo  | Josephine Lalam     | Uganda    | 51.33 | 48.98 | 48.59 | 44.37 | 46.58 | 48.60 | 51.33     |      |
| 4       | Damacline Nyekereri | Kenya     | 31.05 | 45.78 | 50.67 | 50.94 | x     | 43.24 | 50.94     |      |
| 5       | Selma Rosun         | Mauritius | x     | 49.99 | 50.65 | 48.98 | 48.73 | x     | 50.65     |      |
| 6       | Lucy Aber           | Uganda    | 45.28 | 45.05 | x     | 49.39 | 48.53 | 46.65 | 49.39     |      |
| 7       | Kenifing Traore     | Mali      | 45.65 | 45.76 | 46.40 | 46.08 | 48.86 | 48.26 | 48.86     |      |
| 8       | Bizunesh Tadesse    | Etiopia   | 43.15 | 42.39 | 41.74 | 43.66 | 40.68 | 41.47 | 43.66     |      |